# Pseudospirilina
'Pseudospirilina es un género de foraminífero bentónico considerado un sinónimo posterior de Spiroloculina de la familia Spiroloculinidae, de la superfamilia Milioloidea, del suborden Miliolina y del orden Miliolida. Su especie tipo era Pseudospirilina abyssalica. Su rango cronoestratigráfico abarcaba el Holoceno.

## Clasificación
Pseudospirilina incluía a las siguientes especies:
- Pseudospirilina abyssalica
- Pseudospirilina cognata